# El Prat (Lladurs)
El Prat és una masia situada al municipi de Lladurs, a la comarca catalana del Solsonès. Es troba a la vora de la rasa de Marell.